# Alchemilla catalaunica
Alchemilla catalaunica é uma espécie de rosácea do gênero Alchemilla, pertencente à família Rosaceae.